# Alternatíva Bulgária Újjászületésére
Az Alternatíva Bulgária Újjászületésére (bolgárul Алтернатива за българско възраждане) egy bolgár politikai párt. 2014-ben alapította meg Georgi Parvanov volt köztársasági elnök, miután elhagyta a Bolgár Szocialista Pártot. A 2014-es parlamenti választáson a párt bejutott a bolgár parlamentbe, de miután koalíciót kötött a választásokat megnyerő GERB-el, mindjárt belső válságba került, mivel kampányát Bojko Boriszov ellenére építette ki. A 2017-es választásokon a párt kiesett, mivel nem érte el a 4%-os parlamenti küszöböt. A párt jelenlegi elnöke Rumen Petkov.

## A párt elnökei
- Georgi Parvanov (2014–2017)
- Konsztantin Prodanov (2017–2018)
- Rumen Petkov (2018–)

## Választási eredmények
| év   | szavazatarány | mandátumszám | szavazatszám | státusz       |
| ---- | ------------- | ------------ | ------------ | ------------- |
| 2014 | 4,15%         | 11           | 136 223      | kormánypárt   |
| 2017 | 1,55%         | 0            | 54 409       | nem jutott be |
| 2021 | 0,45%         | 0            | 14 794       | nem jutott be |

| év   | szavazatszám | szavazatarány | mandátumszám |
| ---- | ------------ | ------------- | ------------ |
| 2014 | 90 061       | 4,02%         | 0            |
| 2019 | 16 759       | 0,86%         | 0            |